# Bubble and Squeak
Bubble and Squeak — компьютерная игра в жанре платформер, разработанная компанией Audiogenic Software и изданная Audiogenic Software и Sunsoft для персонального компьютера Amiga и игровых приставок Amiga CD32 и Sega Mega Drive/Genesis в 1994 году.

## Сюжет
Неизвестный злодей похищает всё население планеты Грул, кроме инопланетянина по имени Сквик (англ. Squeak). Несколько позже Сквик знакомится с мальчиком Бабблом (англ. Bubble), вместе с которым отправляется на поиски похищенных инопланетян.

## Игровой процесс

Кадр из игры для версии Sega Mega Drive/Genesis

Игра представляет собой платформер с боковым сайд-скроллингом и уровнями-локациями.
Игровой процесс заключается в следующем. Герои игры, паренёк Баббл и инопланетянин Сквик, должны пройти каждый уровень от начала до конца. Этому препятствуют многочисленные противники и ловушки; в конце некоторых уровней находятся боссы. Уровень считается пройденным, если персонажи добрались до специального предмета или одержали победу над боссом.
В игре присутствуют логические элементы: к примеру, чтобы взобраться на высокую платформу, персонаж может воспользоваться каким-либо предметом (например, бочкой, которую нужно поднести к платформе), а для активации «лифта» нужно отыскать специальную кнопку.
Враги в игре — разнообразные монстры и механизмы. Некоторые из них могут атаковать персонажей, «стреляя» в них. Противники уничтожаются с помощью «оружия» — звёздочек, летящих по прямой; запас «оружия» бесконечен.
Полезные предметы (например, кристаллы) в основном влияют на количество собранных очков; за уничтожение противников также начисляются очки. Кроме того, на уровнях встречаются предметы, которые необходимо собирать (монеты). Такие предметы остаются после уничтожения некоторых противников.